# Nick Clesen
Nick Clesen (Luxemburg, 19 januari 1986) is een Luxemburgse wielrenner.

## Overwinningen
2004
- Luxemburgs kampioen tijdrijden, Junioren

2006
- Luxemburgs kampioen tijdrijden, Beloften